# ICD-9 코드 목록
ICD-9은 국제질병분류 9차 개정판으로 다음은 분류 체계에 따른 코드 목록이다. 이 코드는 퍼블릭 도메인으로 공개된다.
- ICD - 9 코드 001-139의 목록 : 감염 및 기생 질환
- ICD - 9 코드 140-239의 목록 : 종양
- ICD - 9 코드 240-279의 목록 : 내분비, 영양 및 대사 질환, 그리고 면역 장애
- ICD - 9 코드 280-289의 목록 : 혈액 및 혈액 형성 기관의 질병
- ICD - 9 코드 290-319의 목록 : 정신 질환
- ICD - 9 코드 320-359의 목록 : 신경 계통의 질병
- ICD - 9 코드 360-389의 목록 : 감각 기관의 질병
- ICD - 9 코드 390-459의 목록 : 순환기 질병
- ICD - 9 코드 460-519의 목록 : 호흡 체계의 질병
- ICD - 9 코드 520-579의 목록 : 소화기 계통의 질병
- ICD - 9 코드 580-629의 목록 : genitourinary 시스템의 질병
- ICD - 9 코드 630-676의 목록 : 임신 중 합병증 출산, 그리고 puerperium
- ICD - 9 코드 680-709의 목록 : 피부와 피하 조직의 질환
- ICD - 9 코드 710-739의 목록 : musculoskeletal 시스템 및 연결어의 질병 조직
- ICD - 9 코드 740-759의 목록 : 선천적인 이상 현상
- ICD - 9 코드 760-779의 목록 : 특정 조건 perinatal 시대의 원산지
- ICD - 9 코드 780-799의 목록 : 증상, 징후, 그리고 병에 정의된 조건
- ICD - 9 코드 800-999의 목록 : 부상 및 중독
- ICD - 9 코드 목록 E와 V 코드 : 부상과 보완의 외부 원인 구분

## 같이 보기
- ICD-10